# 황무지 (1973년 영화)
《황무지》(영어: Badlands)는 1973년 개봉한 미국의 범죄, 시대극 영화이다. 테런스 맬릭의 감독 데뷔작이며 그가 각본 역시 맡았다. 1993년 미국 국립영화등기부에 등재되었다.

## 출연

### 주연
- 마틴 신
- 시시 스페이섹
- 워런 오츠

### 조연
- 레이먼 비어라이
- 앨런 빈트
- 게리 리틀존
- 존 카터
- 브라이언 몽고메리
- 게일 스럴켈드
- 찰리 피츠패트릭
- 하워드 래그스데일
- 존 워맥 주니어
- 도나 볼드윈
- 벤 브라보

### 카메오
- 테런스 맬릭
- 에밀리오 에스테베스

## 기타
- 협력제작: 루이스 A. 스트롤러
- 미술: 잭 피스크
- 배역: 다이앤 크리튼든